# 関東鉄道キハ610形気動車
関東鉄道キハ610形気動車（かんとうてつどうキハ610がたきどうしゃ）は、かつて関東鉄道で使用されていた気動車である。

## 概要
関東鉄道の前身である常総筑波鉄道および鹿島参宮鉄道と関東鉄道が1964年から1966年にかけて合計11両を譲受した元国鉄キハ07形のうちのキハ705形705～707（706、707は書類上のみの番号）およびキハ42500形キハ42501、42502の5両を関東鉄道が近代化改造して常総線用のキハ610形のキハ611～615としたもので、同様に元キハ07形を改造した鉾田線用の車両として関東鉄道（のちに鹿島鉄道）キハ600形がある。

## 仕様

### 国鉄時代
- キハ612～615はもともとは1935年から1937年にかけて62両（42000～42061）が製造されたキハ42000形のうちのそれぞれキハ42027、42040、42034、42033で、前頭部が6枚窓の半流線形の半鋼製、3扉セミクロスシートの機械式ガソリン動車（機関はGMH17[1]型ガソリンエンジン）であった。
- 戦後の1950年には燃料不足により千葉地区と新潟地区およびキハ42000形22両に対して床下にガスボンベの搭載[2]ほかラジエーターの移設など所要の改造を実施し、キハ42200形としたが[3]、キハ42027、42034、42033（キハ612、614、615）ついても新小岩工場でそれぞれキハ42200形キハ42213、42206、42214に改造され、千葉地区で使用された。
- その後の燃料の供給状況の改善と、DMH17型ディーゼルエンジンの実用化により、キハ42000系列の気動車は1951年、1952年にディーゼル動車のキハ42500形に改造されることとなり、キハ42027、42040、42034、42033についてもディーゼル機関に換装してキハ42500形42525、42534、42530、42529となった。
- キハ611は戦後の1952年に20両が製造されたキハ42500形42600番台のキハ42605で、キハ42000形とは機関が最初からDMH17であったほか、車体が溶接構造となりリベットが無い、前照灯の屋根埋込化、座席配置の一部変更、ドアのプレスドア化、車輪がプレート式になるなどの差異があった。
- 1957年の称号改正によりキハ07形07106、0726、0735、0731、0730に改番されてそれぞれ1963年～1966年に廃車となるまで使用された。

（詳細は国鉄キハ07形気動車の項を参照）

### 加越能鉄道キハ170形
- 後にキハ611となるキハ07106は1966年に廃車のあと、加越能鉄道に譲渡されて1967年から加越線キハ170形173として使用された。塗装はオレンジに窓周りと車体裾部がクリーム色で正面は金太郎塗りであった。
- 時期は不明であるが加越能鉄道時代にはすでにTC-2液体変速機を搭載して液体式化されていた。
- 1972年に9月16日に加越線が廃止になるまで使用され、1973年にキハ125、126、187、162[4]とともに関東鉄道に譲渡された。
- 譲渡後はキハ705形707となったが、実際には加越能鉄道時の形態のまま1972年まで水海道構内に留置されていた。

### 北陸鉄道キハ5250形
- 後にキハ614となるキハ0731は1963年に廃車のあと、北陸鉄道に譲渡されて1965年から能登線キハ5250形5251として使用された。塗装は下半分オレンジ、上半分クリーム色であった。
- 連結器を座付自連に変更、雨樋縦管を戸袋窓の車体中央寄りに設置するなどの改造がなされたほか、1966年には液体式に改造された。なお、天然ガス動車時代に車端部に移設されたラジエターがそのまま残されていた。
- 1972年6月25日に能登線が廃止になるまで使用され、1972年にキハ5211、5212[5]とともに関東鉄道に譲渡された。
- 譲渡後はキハ705形706となったが、実際には北陸鉄道時の形態のまま1974年まで真鍋機関区に留置されていた。

### 鹿島参宮鉄道・関東鉄道キハ42500形
- 後にキハ612、615となる車両は鹿島参宮鉄道がキハ0726と30を譲受してキハ42500形42502、42501としたもので、1964年から鉾田線で使用された。
- 譲受後もほぼ国鉄時代の半流線型、機械式のまま使用されていたが、1968年と1967年に液体変速機を取り付けて液体式とし、室内をセミクロスシートからロングシートに変更する改造を、1970年には42501の室内灯を蛍光灯化する改造を実施した。なお、液体式化後も総括制御はできず、2両以上の編成で運行する際にはそれぞれに運転士が乗務していた。
- 関東鉄道時代の車体の塗装は、下半分オレンジ、上半分クリーム色をベースに、車体裾部にクリーム色、オレンジ部分の上辺に赤色、雨樋下部分にオレンジ色のそれぞれ細帯を入れたものであった。
- 時期は不明（国鉄時代の可能性もあり）であるが雨樋が設置されていたほか、42502は外板の貼替を実施して車体裾部のリベットが無くなり、ドアもプレスドアとなっており、キハ42501は天然ガス動車時代に車端部に移設されたラジエターがそのまま残され、連結器が座付自連に変更されていた。

### 常総筑波鉄道・関東鉄道キハ705形
- 後にキハ613となる車両は常総筑波鉄道がキハ0735を譲受してキハ42000形42002としたもので、その後にはすぐにキハ705形705に改番され筑波線で使用された。
- 関東鉄道時代の車体の塗装は、下半分オレンジ、上半分クリーム色をベースに、車体裾部にクリーム色、オレンジ部分の上辺に赤色、雨樋下部分にオレンジ色のそれぞれ細帯を入れたものであったが、車体裾部のクリーム色帯は側面のみであった。
- 譲受後もほぼ国鉄時代の半流線型、機械式のまま使用されていたが、1967年に液体変速機を取り付けて液体式としたほか、外板の貼替を実施して車体裾部のリベットが無くなり、ドアもプレスドアとなっていた。

### 関東鉄道キハ610形
- 関東鉄道は手持ちの元キハ07形11両について、1972年から1975年にかけて順次近代化改造を実施し、留置のキハ707、鉾田線キハ42502、筑波線キハ705、留置のキハ706を西武所沢車両工場で常総線用のキハ610形611～614に、鉾田線キハ42501を大栄車輌で同じく常総線用のキハ610形キハ615に改造を行った。なお、鉾田線のキハ42503と42504は鉾田線用のキハ600形601、602となった。
- 両運転台から片運転台に改造され、運転台側の車体前頭部は半流線型から切妻式となり、正面貫通扉付で、その上にシールドビーム式前照灯を2灯をまとめてケースに入れて設置、尾灯は車体下部の左右に配置したスタイルで後のキハ310形や若干配置が変更となったキハ0形に至るまでの関東鉄道の標準スタイルとなった。連結面側は切妻式となった。
- 車体側面は両端扉と窓周りはキハ07形のままで窓扉配置dD1231D1321D1で、扉は前後が原形と同幅850mmの片引のプレスドア、中央扉は拡幅されて両開となりいずれもステップがなく車体裾部が直線となった。窓は700mm幅の2段窓ままながらアルミサッシ化されており、中央扉の戸袋窓はHゴム支持であった。
- 車体は当初は改造前と同じ塗装であったが、後に下半分オレンジ、上半分クリーム色、屋根が銀色に変更された。
- 室内は壁面がベージュ、天井が白の化粧板、床が木製の床油引きで、緑色のロングシートをドア間に配置していた。天井には蛍光灯と換気口、スピーカーボックス、吊手を設置したが扇風機は最後まで設置されなかった。
- 走行装置等床下機器は総括制御化され、車端部にジャンパ栓がつき、機関も換装によりさまざまなものとなった。また、ブレーキ装置もGPからDA-1に変更されたほか、連結器も緩衝器と胴受付の小形自動密着連結器となった[6]、台車についてはTR29のままであった。
- 各車形態はさまざまで、下のような差異があった。
  - 前照灯のライトケースは611、612は上下左右4つの角のRが小さいもの、613上側2つのRが大きく2つの前照灯の間隔が狭いもの、キハ615は4つの角ともRが大きいものであった。
  - 正面貫通扉手すりは611、612は縦桟が2本、614は1本、615は横桟がなく縦桟1本のみであった。
  - 前後の客扉はキハ612と613はもともとのステップ付用の扉を改造したもので窓は上寄りについており、キハ611と614はプレスドアで、窓は上辺が他の窓の上辺とほぼ同じ高さであった。また、キハ615はプレスドアではなく、窓の天地寸法も若干大きなもので中央扉の窓と揃えられていた。
  - 中央の客扉はキハ613と614はステンレス製であるのに対し、その他は鋼製となっていた。客扉の窓はキハ611～614が窓と同じ天地寸法であったのに対し、キハ615のみ小形のものであった。また、戸袋窓の形状はキハ611、612が細長いもの、613、614が大形のもの、615はその中間サイズのものであった。
  - 前後扉の戸袋窓はキハ611～614がアルミサッシであったのに対しキハ615のみHゴム支持であった。
  - 車側灯はキハ611～614が中央扉の戸袋窓の脇に取付けられていたのに対しキハ615のみ幕板に取付けられていた。

### 主要諸元
（1983年1月現在）
- 最大寸法：全長19600mm、全幅2728mm(611、612)、2749mm(613)、2725mm(614、615)、全高3590mm(611～613)、3550mm(614、615)
- 自重：27.8/27.5/26.8/26.9t（611/612/613/614、615）
- 定員：130名（座席56名）(611、612)、130名（座席60名）(613～615)
- 走行装置
  - 機関：DMH17(611、615)、DMH17B(614)、DMH17B1(612)、DMH17C(613)、水冷4サイクルディーゼル機関[7]
  - 変速機：TC2液体変速機[8]
  - 減速比：3.489(611)、2.976(612～615)
- 台車：TR29（菱枠式1軸駆動台車）
- ブレーキ装置：DA-1空気ブレーキ、手ブレーキ

## 歴史

### キハ611
- 1952年10月 キハ42605竣工（新潟鉄工所）
- （1955年3月15日 この時点では鹿児島機関区に配置）
- 1957年4月1日 称号改正によりキハ07形のキハ07106となる（鳥取機関区）
- 1966年6月9日 廃車（最終配置多治見機関区）
- 1967年12月 加越能鉄道へ譲渡、加越線キハ170形173となる
- 1972年9月16日 加越能鉄道加越線廃止により廃車
- 1973年3月20日 関東鉄道に譲受認可、キハ705形705となる
- 1973年12月 改造のため保管先の水海道構内から西武所沢車両工場へ回送
- 1974年2月12日 総括制御化、片運化および前頭部改造、中央扉拡幅（西武所沢車両工場）および改番認可、キハ610形611となる
- 1988年3月31日 廃車

### キハ612
- 1936年3月6日 キハ42027竣工（川崎車輌）
- 1950年5月 天然ガス動車キハ42200形42213に改造（新小岩工場）
- 1952年1月 ディーゼル動車キハ42500形42525に改造（大宮工場）
- （1955年3月15日 この時点では遠江二俣機関区に配置）
- 1957年4月1日 称号改正によりキハ07形のキハ0726となる（遠江二俣機関区）
- 1964年3月30日 廃車（最終配置長野機関区、廃車後長野工場に保管）
- 1964年11月19日 鹿島参宮鉄道に譲受認可、キハ42500形42502となる
- 1965年6月1日 合併により関東鉄道キハ42500形42502となる
- 1968年6月1日 液体式化およびロングシート化改造認可
- 1974年2月12日 総括制御化、片運化および前頭部改造、中央扉拡幅（西武所沢車両工場）および改番認可、キハ610形612となる
- 1988年3月31日 廃車

### キハ613
- 1937年3月26日 キハ42040竣工（大宮工場）
- 1952年3月 ディーゼル動車キハ42500形42534に改造（名古屋工場）
- （1955年3月15日 この時点では高岡機関区に配置）
- 1957年4月1日 称号改正によりキハ07形のキハ0735となる（高岡機関区）
- 1966年2月23日 廃車（最終配置長野機関区）
- 1965年2月17日 常総筑波鉄道に譲受認可、キハ42002形42002となる
- 1965年3月22日 改番認可、キハ705形705となる
- 1965年6月1日 合併により関東鉄道キハ705形705となる
- 1967年10月16日 液体式化改造認可
- 1975年4月21日 総括制御化、片運化および前頭部改造、中央扉拡幅（西武所沢車両工場）および改番認可、キハ610形613となる
- 1988年9月30日 廃車

### キハ614
- 1937年2月16日 キハ42034竣工（大宮工場）
- 1950年5月 天然ガス動車キハ42200形42206に改造（新小岩工場）
- 1952年2月 ディーゼル動車キハ42500形42530に改造（新小岩工場）
- （1955年3月15日 この時点では遠江二俣機関区に配置）
- 1957年4月1日 称号改正によりキハ07形のキハ0731となる（遠江二俣機関区）
- 1963年2月19日 廃車（最終配置遠江二俣機関区、廃車後名古屋工場に保管）
- 1965年4月 北陸鉄道へ譲渡、能登線キハ5250形5251となる
- 1966年8月 液体式化改造認可
- 1972年6月25日 北陸鉄道能登線廃止により廃車
- 1972年11月22日 関東鉄道に譲受認可、キハ705形706となる
- 1974年6月 改造のため保管先の真鍋機関区から西武所沢車両工場へ回送
- 1975年4月21日 総括制御化、片運化および前頭部改造、中央扉拡幅（西武所沢車両工場）および改番認可、キハ610形614となる
- 1988年9月30日 廃車

### キハ615
- 1937年3月16日 キハ42033竣工（川崎車輌）
- 1950年9月 天然ガス動車キハ42200形42214に改造（新小岩工場）
- 1951年12月 ディーゼル動車キハ42500形42529に改造（大宮工場）
- （1955年3月15日 この時点では遠江二俣機関区に配置）
- 1957年4月1日 称号改正によりキハ07形のキハ0730となる（遠江二俣機関区）
- 1963年2月9日 廃車（最終配置遠江二俣機関区、廃車後名古屋工場に保管）
- 1964年2月18日 鹿島参宮鉄道に譲受認可、キハ42500形42501となる
- 1965年6月1日 合併により関東鉄道キハ42500形42501となる
- 1967年12月4日 液体式化およびロングシート化改造認可
- 1970年10月26日 室内灯蛍光灯化改造届
- 1975年4月21日 総括制御化、片運化および前頭部改造、中央扉拡幅（大栄車輌）および改番認可、キハ610形615となる
- 1985年1月17日 廃車

## 運用
終始常総線で使用され、キハ610形同士の2両編成のほか他形式とも随時編成を組んで使用された。
老朽化のためキハ300、350形に置き換えられ、1985年から1988年にかけて廃車となった。廃車後は全車解体されており現存しない。

## 参考資料
- 湯口徹『北線路（上）』（プレス・アイゼンバーン）
- 湯口徹「鉄道省制式内燃動車素人試（私）論」『鉄道史料　第114号』（鉄道史料保存会）
- 湯口徹『からっ風にタイホーンが聴える（上・下）』（プレス・アイゼンバーン）
- 岡田誠一『キハ07ものがたり（上・下）』（ネコ・パブリッシング）
- 鉄道ピクトリアル418号「関東地方のローカル私鉄特集」（電気車研究会）